# Ruo (Fjell)
Ruo est une île dans le landskap Sunnhordland du comté de Vestland. Elle appartient administrativement à Øygarden.

## Géographie
Rocheuse et désertique, à fleur, d'eau, elle s'étend sur environ 35 m de longueur pour une largeur approximative de 32 m.